# Sabal pumos
Espèce
Statut de conservation UICN

 VU (needs updating) A1c : Vulnérable
Sabal pumos est une espèce de plantes de la famille des Arecaceae (les palmiers) endémique du Mexique. Il possède un stipe mince haut de 15 mètres de hauteur à maturité. Son diamètre se situe entre 13 à 35 cm. Ses feuilles fortement costapalmées au nombre de 15 à 25 sont d'une couleur verte sombre. 